# Olaf Kemmler
Olaf Kemmler (geboren 1966 in Leverkusen) ist ein deutscher Science-Fiction-Autor und -Herausgeber.

## Leben
Nach dem Abitur 1985 machte Kemmler zunächst eine Ausbildung als Bankkaufmann, sattelte dann aber um und arbeitet seither nach einem Fernstudium in Werbegrafik als Grafiker in einem Werbetechnikbetrieb.
2007 begann Kemmler, Science-Fiction-Kurzgeschichten in Magazinen und Anthologien zu veröffentlichen. Zwei seiner Kurzgeschichten wurden für den Kurd-Laßwitz-Preis nominiert. Ab 2008 war er neben René Moreau und Heinz Wipperfürth Herausgeber des Science-Fiction-Magazins Exodus. Für diese Arbeit wurde er 2015 und 2023 zusammen mit seinen Kollegen mit dem „Sonderpreis für langjährige herausragende Leistungen im Bereich der deutschsprachigen SF“ des Kurd-Laßwitz-Preises ausgezeichnet.
2014 erschien Die Stimme einer Toten, ein Lokalkrimi aus dem Bergischen Land.
Ab 2018 schrieb Kemmler zusammen mit Andreas Zwengel sechs Romane für Die Abenteuer der Shalyn Shan, eine der Fortsetzungsserien von Raumschiff Promet. 2019 veröffentlichte Kemmler einen Kunstband über Rudolf Sieber-Lonati, einen der produktivsten Titelbild-Illustratoren des deutschen Heftromans.

## Auszeichnungen
- 2010 Nominierung für den Kurd-Laßwitz-Preis für die Kurzgeschichte Die Weisheit der Hydra
- 2012 Nominierung für den Kurd-Laßwitz-Preis für die Kurzgeschichte Der Kuss der Deltafloriden
- 2015 Sonderpreis für langjährige herausragende Leistungen im Bereich der deutschsprachigen SF des Kurd-Laßwitz-Preises (mit René Moreau und Heinz Wipperfürth)
- 2023 Sonderpreis für langjährige herausragende Leistungen im Bereich der deutschsprachigen SF des Kurd-Laßwitz-Preises (mit René Moreau und Heinz Wipperfürth)

## Bibliografie
Die Abenteuer der Shalyn Shan
(Subserie von Raumschiff Promet, mit Andreas Zwengel, Blitz-Verlag)
- 18 Das Auge des Ra 2018, ISBN 978-3-95719-468-8.
- 19 Die fremde Macht 2018, ISBN 978-3-95719-469-5.
- 20 Die Ruinen von Antaran 2018, ISBN 978-3-95719-470-1.
- 21 Ewige Verdammnis 2018, ISBN 978-3-95719-471-8.
- 22 Flucht aus Luna Asylum 2018, ISBN 978-3-95719-472-5.
- 23 Das kosmische Testament 2019, ISBN 978-3-95719-473-2.

Einzelromane
- Die Stimme einer Toten : Bergischer Thriller. Blitz-Verlag, Windeck 2014, ISBN 978-3-89840-017-6 (Rezension).
- Operation Cyberstorm. Lesewuth-Verlag, Essen 2022, ISBN 978-3-949995-00-2.

Kurzgeschichten
- Das perfekte Paar. In: Ronald M. Hahn (Hrsg.): Nova 11. 2007.
- Herr der Sterne, Herr der Schmerzen. In: Exodus Nr. 22 (Dezember 2007).
- Die Eroberung des Himmels. In: phantastisch! Nr. 30 (März 2008).
- Die Examensarbeit. In: Projekt Mensch. Projekte-Verlag Cornelius, 2008.
- Indras Feuer. In: Exodus Nr. 23 (Juni 2008).
- Geh nicht zu den Buchhändlern! In: c’t Nr. 25 (Dezember 2008).
- Sectio Aurea. In: Exodus Nr. 25 (Juli 2009).
- Die Weisheit der Hydra. In: c’t 21 und 22 (September 2009).
- Purpurgras. In: Exodus Nr. 26 (März 2010).
- Zu Gast bei Meister Pforr. In: Die Schattenuhr. Blitz-Verlag, 2011.
- Das Tortensymbol. In: phantastisch! Nr. 44 (Oktober 2011).
- Der Kuss der Deltafloriden. In: Ronald M. Hahn (Hrsg.): Nova 18. 2011.
- Ein Koffer voller Gedanken. In: Exodus Nr. 30 (August 2013).
- Expedition nach Eden. In: Exodus Nr. 33 (September 2015).
- Ich erinnere mich an meinen Tod. In: Ronald M. Hahn (Hrsg.): Nova 24. 2016.
- Sturmzeit. In: Meuterei auf Titan. Verlag für moderne Phantastik Gehrke, 2017.
- Wie man Liebe sichtbar macht. In: Exodus Nr. 38 (September 2018).
- Vom König und dem großen Zauberer. In: Thomas Le Blanc (Hrsg.): Der Kartoffelfehler. Phantastische Bibliothek Wetzlar, 2018.
- Der elektrische Engel. In: Thomas Le Blanc (Hrsg.): Hybris. Phantastische Bibliothek Wetzlar, 2019.

Sachliteratur
- Rudolf Sieber-Lonati – Kultmaler der Heftromane. Blitz-Verlag, Windeck 2019.